# Santiago Botero Echeverry
Santiago Botero Echeverry (Medellín, 27 d'octubre de 1972) és un ciclista colombià, professional des del 1996. Bon escalador, també destaca en la contrarellotge, especialitat de la qual guanyà el Campionat del Món de 2002. En el seu palmarès també destaquen 3 etapes del Tour de França i 3 més de la Volta a Espanya.
El 2006 el seu nom va aparèixer anomenat en l'Operació Port, contra el dopatge en el ciclisme. Tot i que no se li aplicà cap sanció fou vetat per prendre part en la major part de proves europees.
El 2008, tot i les recomanacions en contra per part de la Unió Ciclista Internacional, va prendre part en els Jocs Olímpics de Pequín, finalitzant en 7a posició de la prova en ruta i 25è a la contrarellotge.

## Palmarès
- 1997
  - Vencedor d'una etapa de la Volta a Xile
- 1999
  - Vencedor d'una etapa de la Volta a Andalusia
  - Vencedor d'una etapa de la París-Niça
- 2000
  - Vencedor d'una etapa del Tour de França i  1r del Gran Premi de la Muntanya
- 2001
  - 1r a la Clásica de los Puertos
  - Vencedor de 2 etapes de la Volta a Espanya
  - 3r al Campionat del Món de ciclisme en contrarellotge
- 2002
  -  Campió del Món de ciclisme en contrarellotge
  - 1r a la Clàssica dels Alps
  - Vencedor de 2 etapes del Tour de França
  - Vencedor d'una etapa de la Volta a Espanya
  - Vencedor d'una etapa de la Dauphiné Libéré
- 2005
  - 1r al Tour de Romandia i vencedor d'una etapa
  - Vencedor de 2 etapes de la Dauphiné Libéré
- 2007
  - Campió de la prova de contrarellotge dels Jocs Panamericans
  -  Campió de Colòmbia en contrarellotge
  - 1r a la Volta a Colòmbia i vencedor de 3 etapes
- 2008
  - 1r a la Redlands Bicycle Classic
  - Vencedor d'una etapa de la Volta a Colòmbia
- 2009
  -  Campió de Colòmbia en contrarellotge
  - Vencedor d'una etapa de la Volta a Colòmbia

### Resultats al Tour de França
- 2000. 7è de la classificació general. Vencedor d'una etapa.  1r del Gran Premi de la Muntanya
- 2001. 8è de la classificació general
- 2002. 4t de la classificació general. Vencedor de 2 etapes
- 2003. Abandona (18a etapa)
- 2004. 75è de la classificació general
- 2005. 51è de la classificació general

### Resultats a la Volta a Espanya
- 2001. 18è de la classificació general. Vencedor de 2 etapes. Porta el mallot or durant 2 etapes
- 2002. Abandona. Vencedor d'una etapa
- 2004. Abandona (5a etapa)
- 2005. Abandona (11a etapa)